# 黄梅戏演变与发展 (Evolution and Development of Huangmei Opera)

## 黄梅戏 (Huangmei Opera)
黄梅戏是中国四大地方戏之一，起源于清代嘉庆年间的湖北黄梅县（Huangmei County, Hubei）。黄梅县在历史上曾有不同名称，原名“黄州梅岭”或简称“梅岭”，后来正式定名为“黄梅县”，以突出地方特色和行政管理需要。这一名称变化也为黄梅戏的命名提供了地理依据。
'''黄梅调'''起源于湖北黄梅县的民间小调，传入安徽安庆后，由当地艺人加以改编和舞台化，逐渐发展为黄梅戏，并在安徽得到发明和光大，对地方戏曲艺术产生重要影响。
黄梅戏的原始形式被称为黄梅调（Huangmei Tune），也叫采茶调（Tea-picking Tune），旋律质朴、简单、直白，使用湖北口音演唱，主要在民间劳动和节日庆典中表演。早期代表剧目包括《天仙配》（*The Heavenly Match*）。值得说明的是，《天仙配》的女主角七仙女原本是山东民间故事的人物，这表明黄梅调在民间流传过程中具有跨地域吸收与加工能力。
19世纪末至20世纪初，安徽安庆（Anqing），当地艺人结合民间戏班，将黄梅调逐渐舞台化，旋律圆润柔和，形成职业化演唱雏形。黄梅戏由此开始从民间表演向舞台艺术转变，同时保持原始黄梅调的民间风格。
20世纪初至中叶，安徽安庆的黄梅戏进入职业化阶段，建立了安庆黄梅戏剧团等职业化剧团。现代黄梅戏旋律圆润、柔和，舞台演唱标准化，表演强调动作与唱腔协调。黄梅戏的音乐多为五声音阶，抒情性强，易于普及和接受

## 黄梅调及舞台化发展

### 起源
黄梅调最初是湖北黄梅县及周边地区的民间小调、说唱曲艺。  在民间，它既用于祭祀、丧葬，也用于喜庆、庙会、婚礼、农闲娱乐等场合。

### 音乐特点
- 曲调清新、旋律流畅、易于传唱。
- 因为旋律柔和婉转，容易表达哀伤，所以在丧事中经常使用，也因此有人把它误解为“哭丧调”。

### 舞台化发展
- 后来安庆本地艺人吸收黄梅调并进行舞台化，形成了黄梅戏。
- 黄梅戏的题材丰富，包括爱情、历史故事、民间传说，已经远远超出哭丧用途。

## 黄梅戏发展历程
- 湖北黄梅县及周边
  - 民间小调、说唱曲艺（祭祀、丧葬、喜庆、庙会、婚礼等）

- 传播至安徽安庆边境地区
  - 艺人交流、民间演出、集市演唱

- 安庆本地化阶段
  - 本地艺人学习湖北黄梅调，结合地方方言和表演习惯

- 黄梅戏舞台化
  - 舞台化、剧目化，题材包括爱情、历史故事、民间传说

- 成熟与光大（安徽核心）
  - 安徽安庆成为黄梅戏专业剧团与艺术教育中心，全国传播

## 黄梅戏腔调形成原因
黄梅戏最初源于湖北黄梅县及周边的民间黄梅调。随着这种曲调传入安徽安庆，当地艺人在学习和表演过程中逐渐对其进行本地化改造。
- 本地化因素
  - 方言影响：安庆地方语言对唱腔音调和韵律产生了明显作用。
  - 表演习惯：安庆戏曲传统和舞台演出习惯改变了原始湖北黄梅调的演唱方式。
  - 艺人改编：安庆本地艺人为了舞台化、剧目化，对原有曲调进行了结构和旋律调整。

- 结果
  - 当代黄梅戏主要保留湖北黄梅调的旋律风格，但整体腔调、韵律和表演形式已经呈现明显的安徽安庆地方特色。
  - 因此，现代黄梅戏听起来“全都是安徽的腔调”，这是曲调本地化与舞台化发展的自然结果。

### 时间线与代表剧目人物来源表
| 时间              | 地点       | 事件/发展                    | 代表剧目   | 人物         | 原籍           |
| ----------------- | ---------- | ---------------------------- | ---------- | ------------ | -------------- |
| 清代嘉庆年间      | 湖北黄梅县 | 黄梅调形成，民间演唱         | 《天仙配》 | 七仙女、董永 | 山东（七仙女） |
| 19世纪末-20世纪初 | 安徽安庆   | 湖北艺人迁入，舞台化雏形形成 | 《天仙配》 | 七仙女、董永 | 山东（七仙女） |
| 20世纪初-中叶     | 安徽安庆   | 职业化发展，成立剧团         | 《刘三姐》 | 刘三姐、阿牛 | 广西           |
| 20世纪初-中叶     | 安徽安庆   | 职业化发展，标准化演唱       | 《女驸马》 | 女驸马、李某 | 湖北           |

### 文化与社会影响力
黄梅戏在中国戏曲史上具有独特地位，通过广播、电影和电视传播，使其成为全国知名的地方剧种。其旋律轻松、抒情、易于接受，深受百姓喜爱。经典剧目和人物形象被改编成电影、电视剧和文学作品，成为重要文化符号。

### 传承与现代发展
现代黄梅戏在安徽安庆得到职业化发展，通过教育、演出和传媒传播全国范围内传承。经典剧目中的人物原籍可能跨地域，但均通过黄梅调舞台化演唱融合，既保留民间特色，又形成现代黄梅戏艺术风格。

## 黄梅戏近期地域归属
近年来，中国文化主管部门和学术界在黄梅戏的地域表述上有所调整，强调其为湖北、安徽及长江中下游地区的共同文化遗产，而非单一的湖北发源地。
- 原因
  - 传播广泛：黄梅调起源于湖北，但早期已向安徽安庆及周边地区传播，并在本地化过程中形成黄梅戏。
  - 艺术融合：安庆本地艺人改编黄梅调后，舞台化的黄梅戏吸收了多地民间艺术特色。
  - 文化认同：强调共同文化有助于维护非物质文化遗产整体性，避免地域争议。

- 影响
  - 官方资料和展览中，黄梅戏被描述为湖北与安徽及周边地区的共同文化。
  - 学术研究和文化教育中，也普遍使用“共同文化遗产”概念，既承认湖北黄梅调起源，又认可安徽安庆的舞台化发展。